# ويتني بيك
ويتني بيك هي ممثلة أوغندية - كندية ولدت في 28 يناير 2003. شاركت في مسلسل فتاة القيل والقال.